# Anderson Gonzaga
Anderson Aparecido Gonzaga, mais conhecido como Anderson Gonzaga (Porto Feliz, 29 de dezembro de 1983), é um futebolista brasileiro que atua como atacante. Atualmente, joga pelo Torre Fuerte da Bolívia.

## Carreira
Em 2007, ele chegou em Santa Cruz onde jogou pelo Destroyers. No ano seguinte, após uma temporada bastante boa com os "canarios", assinou com o Blooming, onde superou as expectativas e terminou como o artilheiro do torneio Apertura, com 16 gols.  Ele também marcou dois gols contra o paraguaio Olimpia na fase preliminar da Copa Sul-Americana 2008.
Em agosto de 2008, Gonzaga se transferiu para o Panionios da Grécia. Após um tempo na Europa, ele retornou à Bolívia e assinou com o Bolívar.
Em julho de 2010 ele assinou com o Danubio do Uruguai, onde ele joga junto com Álvaro Recoba, que também era seu companheiro no Panionios
Em 2011, acertou com o Albirex Niigata, do Japão.
Em 2021, defendia o Club Deportivo Torre Fuerte.